# Arthropleuridea
Os artropleurídeos (Arthropleuridea) são uma subclasse extinta de artrópodes miriápodes que floresceram durante o período Carbonífero, depois de terem se originado durante o Siluriano, e chegando a extinção devido às mudanças climáticas durante o Permiano Inferior. Os seus membros caracterizam-se por possuir diplossegmentos ("segmentos duplos" fundidos, como nos atuais milípedes), lóbulos tergais separados do eixo do corpo por uma sutura, e por ter placas esclerotizadas que reforçavam as inserções para as patas. A subclasse contém três ordens reconhecidas, cada uma com um único gênero.